# Gábor Éva (grafikus)
Gábor Éva, (Budapest, 1914. április 18. – Budapest, 2003. december 8.) magyar báb- és díszlettervező, grafikus, bélyegtervező, karikaturista, író.

## Életpályája
Szülei Gábor Illés ügyvéd és Finy Margit.
Pályafutását karikaturistaként kezdte, majd báb- és díszlettervező lett, de leginkább grafikával foglalkozott.
Báb- és díszlettervező pályája a legendás Mesebarlang Bábszínházban indult 1948-ban, mely a VI. kerületi Paulay Ede utca 35-ben működött. Gábor Éva az első években csak díszleteket, később bábukat is tervezett. Egyéni, de mindig változatos ábrázolásmódja jellegzetes stílust teremtett. A Mesebarlangból lett Állami Bábszínháznak is egyik meghatározó személyisége volt. Erre talán legjobb bizonyíték, hogy 1951-ben ő készítette a Sztárparádé című előadás díszlet- és báb tervét, amivel aztán megindult a felnőtt előadások sikersorozata is és évekre meghatározta a színház arculatát. A társulatnak 1954-ig volt tagja.
Karikatúrákkal is foglalkozott. Az 1930-as évek második felében több újságban publikálták rajzait. Kevés vonallal lényegre törő karikatúrasorozatai egy-egy témában főleg az Új Magazinban jelentek meg. De más korabeli lapokban is dolgozott ( Képes Vasárnap, Új Magazin stb.) Rajzainak gyakori témái: a divat és a nő-férfi kapcsolat voltak.
1954-től visszatért a rajzhoz, grafikusként dolgozott. Főleg reklámgrafikával és könyvillusztrációkkal foglalkozott. Gyermekkönyv-illusztrációi a kicsiket érdeklő állatokról és különös mesevilágról szóltak. Gábor Éva írt mesekönyveket (Ciróka, Majomparádé az állatkertben stb.), készített kifestőkönyveket a legkisebbeknek, rajzolt diafilmet (Cikicakk, a fekete cica- 1972), reklámkiadványokat, és kártyanaptárakat is tervezett. Számtalan könyvillusztrációt készített, receptkönyvektől a tankönyvekig sokféle témában.

## Fontosabb báb- és díszlettervei
A Mesebarlang bábszínházban (1948–1949):
SZÍNES MESEKÖNYV
- Francia népballada – Fóthy János: A szép kisdobos – Díszlet: Gábor Éva
- Alan Alexander Milne – Devecseri Gábor: János király – Díszlet: Gábor Éva
- Aesopus: Három mese – Díszlet: Gábor Éva
- Jókai Mór: A lunátikus – Díszlet: Gábor Éva
- Hans Christian Andersen: Borsóhercegnő – Díszlet: Gábor Éva
- Hárs László: Tündérség – Díszlet: Gábor Éva
- Orosz népmese: Fagyherceg – Díszlet: Gábor Éva
- Magyar betlehemes játék: Elindult Mária – Díszlet: Gábor Éva

TARKA ZENE – KURTA MESE
- Magyar népballada: Egyszer egy királyfi – Díszlet: Gábor Éva
- Végh György: A teknősbéka – Díszlet: Gábor Éva
- Móricz Zsigmond: A török és a tehenek – Díszlet: Gábor Éva
- Népmese: A hangya és a katica – Díszlet: Gábor Éva
- Ács Kató: A kismalac – Díszlet: Gábor Éva
- Magyar népballada: A kisasszony Pozsonyban – Díszlet: Gábor Éva
- Örkény István: Kavicsgulyás – Díszlet: Gábor Éva
- Joós F. Imre: Egy zsák búza – Díszlet: Gábor Éva

NYÁRI MESEMŰSOR
- Szamuil Jakovlevics Marsak – Földesi Tamás: Mese a kis bakkecskéről – Díszlet: Gábor Éva
- Szamuil Jakovlevics Marsak – Földesi Tamás: Tornyocska – Díszlet: Gábor Éva
- Fazekas Mihály – Lőrinc Lóránt: Lúdas Matyi – Díszlet: Gábor Éva
- Ács Kató: Egérút – Díszlet: Gábor Éva

Az Állami Bábszínházban (1949 – 1954):
- Sz.Preobrazsenszkij – Ligeti György: Tavaszi virág (Kínai mese alapján) – Díszlet: Gábor Éva
- Derzsi Sándor – Kósa Klára: A kalács – Díszlet: Gábor Éva
- Szamuil Jakovlevics Marsak – Kósa Klára: Macskalak – Díszlet: Gábor Éva
- Fehér Klára – Maros Rudolf: Rosszcsontország bajban – Díszlet, bábterv: Gábor Éva
- Ceomij – Körmöczi László – Maros Rudolf: Piroska és a farkas –  Díszlet, bábterv: Gábor Éva
- Körmöczi László – Maros Rudolf: Aladdin és a csodalámpa – Díszlet: Gábor Éva
- Tarahovszkaja – Mészöly Miklós – Ribáry Antal: A csuka parancsára – Díszlet, bábterv: Gábor Éva
- Landlau – Polgár Tibor: A nyúl meg a kandúr – Díszlet, bábterv: Gábor Éva
- Kovács Dénes – Vajda Albert – Darvas Szilárd – Szegő Iván – Karinthy Frigyes – François Villon – Bágya András: Sztárparádé – Díszlet, bábterv: Gábor Éva
- Majrajevszkij – Szegő Iván – Mészöly Miklós: Csodafazék – Díszlet: Gábor Éva
- Carlo Gozzi – Heltai Jenő – Ránki György: A szarvaskirály – Díszlet, bábterv: Gábor Éva
- Alexandre Dumas – Erdődy János: A három testőr – Díszlet: Gábor Éva
- Nyikolaj Vasziljevics Gogol – Ribáry Antal: Karácsonyéj – Díszlet, bábterv: Gábor Éva
- Andrejevics – Maros Ruolf: Masenka és a medve – Díszlet: Gábor Éva
- Erdődy János – Bágya András: New York, 42. utca – Díszlet, bábterv: Gábor Éva
- Grimm fivérek – Károlyi Amy – Bágya András: Hófehérke és a hét törpe – Díszlet, bábterv: Gábor Éva
- Poljakov – Szegő Iván – Bágya András: 2:0 a javunkra – Díszlet, bábterv: Gábor Éva
- Tersánszky Józsi Jenő – Gruber Gyula: Művész maci – Díszlet, bábterv: Gábor Éva
- Gurenics – Károlyi Amy – Gruber Gyula:  Kiskacsa – Díszlet, bábterv: Gábor Éva

## Diafilmjei
- Majomparádé az Állatkertben (1969)
- Cikicakk, a fekete cica (1972)
- Ügyes vagyok, tiszta vagyok (1976)
- Disznó, kutya, macska, egér (1978)

## Bélyegtervei
Ő tervezte a következő bélyegeket:
- Mese sorozat (1959, 8 érték)
- Mese sorozat (1960, 20 fillér, 30 fill., 60 fill., 1 Ft, 2 Ft)
- Mese sorozat (1965, 30 fill., 50 fill., 60 fill., 80 fill., 1 Ft 70 fill., 2 Ft)

## Publikációi
A lapok melyek karikatúráit közölték:
- Pesti Hírlap Karácsonyi Albuma (1937)
- Képes Vasárnap (1937)
- Liliput (1938)
- Új magazin (1938)
- Kis Magazin (1938)
- Színházi Magazin (1939)

## Könyvei
Fontosabb könyvei, melyeket írt és rajzolt:
- Gábor Éva: Kicsi Jézus (1943)
- Gábor Éva: Pákosztos medvebocs (1953)
- Gábor Éva: Ciki és Caki (1954)
- Gábor Éva: Cicakönyv (1956)
- Gábor Éva: Elefántkönyv (1959)
- Gábor Éva: Ciróka (1963)
- Gábor Éva: Mit látsz a képen? (1963)
- Gábor Éva: Utazás Nekeresdországba (1963)
- Gábor Éva: Majomparádé az Állatkertben (1967)

## Könyvillusztrációiból
Néhány könyvillusztrációja:
- Bakó Ágnes: Állatkerti fürdőszoba és más történetek
- Barabás Éva: A póruljárt kutyák
- Kolozsvári Grandpierre Emil: A szarvas királykisasszony
- Havril Erzsébet, Szabó Éva, Tarnay Márta, Szabó Helga, Komlóssy Lászlóné: Nyitnikék 1.
- Havril Erzsébet, Szabó Éva, Tarnay Márta, Szabó Helga, Komlóssy Lászlóné: Nyitnikék 2.
- Szirtes Andorné: Ételek burgonyából
- Venesz József: Magyaros ételek mirelitből
- Turós Emil: Ízesen, gyorsan, korszerűen